# McLuhan-Galaxis
Den Begriff der McLuhan-Galaxis prägte der Soziologe Manuel Castells in seiner Trilogie Das Informationszeitalter aus dem Jahr 1996 nach dem kanadischen Medientheoretiker und Visionär des elektronischen Zeitalters, Marshall McLuhan (1911–1980).

## Merkmale
Als Leitmedium der Epoche der McLuhan-Galaxis sieht Castells das Fernsehen, welches zur „beherrschenden Form der Kommunikation“ geworden sei; die McLuhan-Galaxis ist für ihn gekennzeichnet durch eine Orientierung der anderen Medien am Fernsehen: Selbst Bücher würden zunehmend mit dem Hintergedanken geschrieben, auch zu Drehbüchern für Fernsehsendungen werden zu können oder thematisierten Fernsehfiguren bzw. Themen, die durch das Fernsehen populär gemacht wurden.
Die wesentlich kennzeichnende Neuerung des Fernsehen bestehe „weniger in seiner zentralisierenden Macht“ oder „seinem Potenzial als Propagandainstrument“, sondern vielmehr in seiner Wirkung zur Beendigung der Gutenberg-Galaxis, d. h. „eines Kommunikationssystems, das im Wesentlichen vom typografischen Verstand und der Ordnung des phonetischen Alphabets beherrscht war“ (Castells: Der Aufstieg der Netzwerkgesellschaft, S. 378 ff.)
Die McLuhan-Galaxis stelle das Ende der Gutenberg-Galaxis mit seinem Alphabetischem Monopol dar und bilde den Übergang zur Internet-Galaxis; Castells meint damit einen mediengenealogischen Anschluss, den andere Theoretiker beispielsweise als Turing-Galaxis (hier: Neue Medien allgemein, Grassmuck 1995, Coy 1995) bezeichnen. Ein erheblich radikaleres Anschluss-Szenario entwickelt allerdings Vilém Flusser mit der Utopie seiner telematischen Gesellschaft.
Aus der Argumentation von Marshall McLuhan sind noch einige weitere Merkmale und Wirkungen zu ergänzen. Für McLuhan beginnt das Ende der Gutenberg-Galaxis mit dem Auftreten des Mediums Elektrizität; daher bezeichnet er die Epoche nach dem Zeitalter des Buchdrucks als Zeitalter der Elektrizität:
„[…] es ist bezeichnenderweise das Zeitalter, in dem wir uns des Unbewussten bewusst sind. Mit unserem systematisch betäubten Zentralnervensystem wird die Aufgabe des bewussten Erfassens und Ordnens auf das physische Leben des Menschen übertragen, so dass er zum ersten mal die Ausweitung seines natürlichen Körpers bewusst erlebt. Offenbar hätte es vor dem Zeitalter der Elektrizität, das uns die Möglichkeit eines augenblicklichen Erfassens des Gesamtfeldes gab, nicht kommen können.“ (McLuhan, Die magischen Kanäle 1992, S. 64).
Castells Distinktion suggeriert begrifflich, dass die McLuhan-Galaxis und die Turing-Galaxis (hier: Internet-Galaxis) klare Zäsuren darstellen; dies mag aus soziologischer Sicht einleuchten, ist jedoch mediengenealogisch keineswegs zwingend und von Castells möglicherweise auch gar nicht gemeint: Seine These, zentrale These, geht vom „Aufstieg der Netzwerkgesellschaft“ aus. McLuhan sieht das 20. Jahrhundert daher differenzierter als Phase der langwährenden Transition oder Transformation; ihm ist bewusst, dass Wahrnehmungsschemata nicht ad hoc verschwinden und sich kulturelle Umbrüche nicht spontan ereignen, sondern in eine lange Phase des Übergangs eingebettet sind. Die Veränderungsprozesse sind für ihn viel tiefgreifender und keineswegs nur durch den Austausch eines so genannten Leitmediums gekennzeichnet.
McLuhan geht es vielmehr um die Veränderung der Sinneswahrnehmung und die Unterbrechung der Synästhesie, welche die großen Medienumbrüche der Menschheitsgeschichte – Oralität, Literalität, Buchdruck und Elektrizität – bewirkt haben. Unter diesem Aspekt gehören Castells McLuhan- und die anschließende „Internet-Galaxis“ zu demselben Transformationsprozess, der heute noch keineswegs abgeschlossen ist und möglicherweise eher als zukünftige telematische Gesellschaft (Flusser) oder Rhizom (Deleuze/Guattari) beschrieben werden kann.

## Elektronisches Zeitalter
Für Marshall McLuhan folgt das Elektronische Zeitalter auf die Gutenberg-Galaxis. Die Erfindung der Telegrafie bedeutete die Aufhebung von Raum und Zeit, Aktion und Reaktion geschehen fast gleichzeitig. McLuhan nennt das elektronische Zeitalter auch „Zeitalter der Implosion“. Das steht im Gegensatz zur Gutenberg-Galaxis als Zeitalter der „Explosion“, das diesen bekam, da Informationen sich nun im Raum ausbreiten konnten. Das Zeitalter der Implosion hingegen ist so bezeichnet, weil durch die Gleichzeitigkeit der Telegrafie auch die Zeit keine Rolle mehr spielte, der Raum war nun implodiert, Informationen konnten nun ohne Zeitunterschied von Raum zu Raum transportiert werden. Die elektronischen Medien bedeuten für McLuhan eine Rückkehr zu kollektiven Wegen, zu stammesorganisatorischen Verhaltensweisen des intensiven Miterlebens. Von nun an leben die Menschen in der Gemeinschaft des globalen Dorfes in gegenseitiger Abhängigkeit, einer neuen Form der oralen Stammeskultur.

## Publikationen
- Manuel Castells: Das Informationszeitalter. 2004 (3 Bände; Kurzrezension):
  - Band 1: Der Aufstieg der Netzwerkgesellschaft. Leverkusen: Leske und Budrich Verlag 2001. ISBN 3810032239    (Rezension)
  - Band 2: Die Macht der Identität. Leverkusen: Leske und Budrich Verlag 2002. ISBN 3810032247
  - Band 3: Jahrtausendwende. Opladen: Campus Verlag 2003. ISBN 3810032255
- Manuel Castells: The Internet Galaxy. Reflections on Internet, Business, and Society. Oxford University Press 2001
- Michael Giesecke: Der Buchdruck in der frühen Neuzeit.
- Marshall McLuhan: The Gutenberg Galaxy.
- Marshall McLuhan: Understanding Media.